# Ústřice jedlá
Ústřice jedlá (Ostrea edulis; Linnaeus, 1758) je mořský mlž z čeledi ústřicovitých, který je hojně chován pro gastronomii. Konzumuje se maso, které je chráněnou dvojicí skořápek dorůstající velikosti až 20 cm. Původně se vyskytovala v oblasti severovýchodního pobřeží Atlantského oceánu, ale v 40. a 50. letech 20. století byla zavlečena i na východní pobřeží USA, kde se její populace uchytila a úspěšně zabydlela.

## Synonyma
- Ostrea adriatica, Lam.-Middendorff, 1848[1]
- Ostrea crynusi Payraudeau, 1826[1]
- Ostrea taurica Krynicki, 1837[1]

## Výskyt
Pro svůj přirozený výskyt ústřice vyhledává nepříliš chladné vody. V Evropě, kde se původně vyskytovala, se nacházela ve vodách Atlantského oceánu, ve Středozemním moři, v kanálu La Manche. Nevyskytuje se v Baltském a Černém moři kvůli jejich nízké salinitě. Vyskytuje se tak na pobřeží západní Evropy, respektive od Maroka po Norsko v oblasti severního a východního Atlantiku.
Ve 40. a 50. letech 20. století došlo k zavlečení ústřice jedlé do vod okolo východní části Severní Ameriky od oblasti Maine až po Rhode Island, kde se populace ujala a v současnosti se zde volně šíří a žije.

### Historie
Ústřice patří již několik století na jídelníček lidí. Již antičtí Římané vytvářeli „rybníky“ pro chování ústřic a jejich následný sběr. Od 17. století probíhal ve Francii na pobřeží Atlantiku sběr ústřic ze skal a jejich následné umisťování do slaných rybníků budovaných ve slaných mokřadech, kde ústřice rychleji dorůstaly, což je zapříčiněno tím, že ústřice rostou rychleji ve slanější vodě. Následný rozvoj rybolovu v 18. a 19. století vedl k nadměrnému lovu ústřic, který měl za následek vyčerpání přírodních kolonií ústřic, k čemuž přispělo značnou mírou i několik chladných zim. Následný nedostatek ústřic vedl k tomu, že se začaly hledat způsoby, jak zabezpečit zásobování ústřicemi trh a pravidelné výnosy a taktéž obnovit zdecimované populace ústřice.

## Popis
Ústřice jedlá je mlž, který povrch svého těla chrání vápnitou skořápkou tzv. lasturou, která má obvykle protáhlý až hruškovitý tvar a skládá se ze dvou rozdílných částí. Povrch lastury je z vnější strany drsný, hrubý se šupinatovou stavbou, často mléčný, šedý, bílý až dožlutova zbarvený. Je zakončen nepravidelným okrajem, který na jedné straně je spojen s druhou částí lastury elastickým kloubem a na opačné straně je volně otevíratelný. Lastura směřující k podloží je silně konkávní. Vnitřní část lastury je hladká a často má perleťový vzhled, často se uvnitř lastury ale vyskytují tmavé plochy. Lastura ústřice dorůstá velikosti okolo 10 cm až maximálně 20 cm, může se dožívat věku i více než 20 let.
Otevírání a zavírání lastury je kontrolováno silným centrálním svalem ústřice. Uvnitř lastury se pak nachází samotné tělo, které mívá barvu od béžové až po světle šedou.

## Potrava
Ústřice se živí drobnými organickými částečkami, které filtruje z okolní mořské vody.

## Rozmnožování
Jedná se o dimorfní druh, tudíž má jak pohlavní orgány samčí tak i samičí a střídavě se mezi těmito pohlavími mění. Ke změně mezi samčí a samičí sadou orgánu dochází v průměru dvakrát za jedinou sezónu.

## Využití

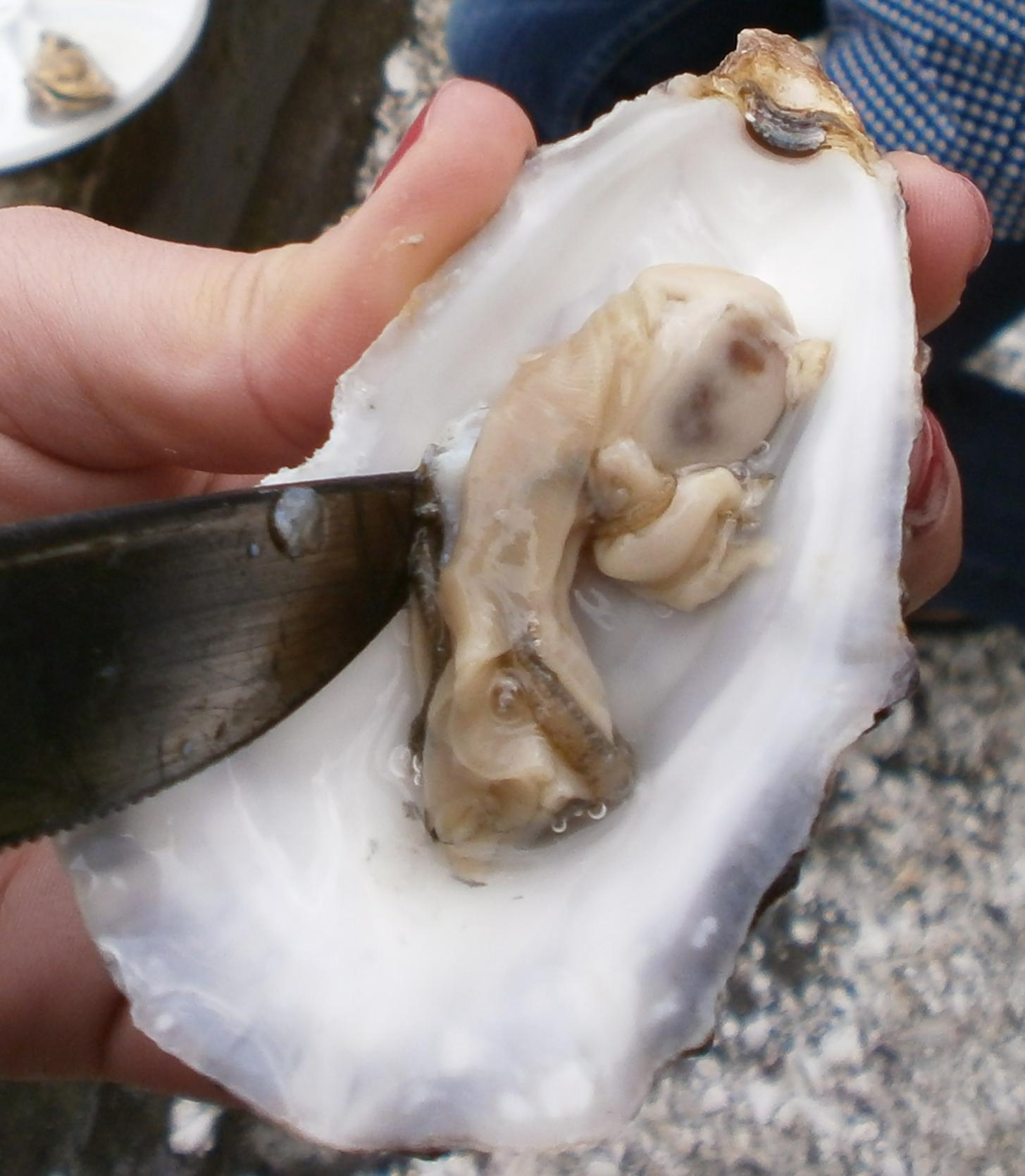
Ústřice jedlá v Cancale

Ústřice patří mezi hospodářsky hojně využívané mořské plody, které se chovají na mořských farmách a to převážně pro využití v gastronomii, kde se servíruje jako delikatesa. V akváriích se její rozmnožování nedaří. V Evropě je rozšířený způsob konzumace ústřice živé, kdy je syrová ústřice pokapána pár kapkami citrónu. Maso ústřice má lehce slanou až žádnou chuť. V Evropě se chovají dva druhy ústřic a to ústřice jedlá a ústřice obrovská (častější) a to hlavně ve Francii a Nizozemsku.
Mezi největší celosvětové producenty ústřice jedlé patří v současnosti USA, Maroko, Španělsko, Francie, Spojené království, Irsko, Norsko, Holandsko, Chorvatsko, Bosna a Hercegovina, Řecko a Jihoafrická republika.